# سیارک ۱۹۸۱۱۰
سیارک ۱۹۸۱۱۰ (به انگلیسی: 198110 Heathrhoades، نامگذاری:2004SD56) صد و نود و هشت هزار و صد و دهمین سیارک کشف شده‌است که در ۱۷ سپتامبر ۲۰۰۴ کشف شد.